# Klonoa: Door to Phantomile
Klonoa: Door to Phantomile (яп. 風のクロノア door to phantomile Кадзэ но Куроноа: Door to Phantomile, «Klonoa of the Wind: Door to Phantomile») — видеоигра в жанре платформера, разработанная и изданная Namco для Sony PlayStation в 1997 году в Японии и в 1998 году в США и Европе. Это первая игра в серии Klonoa и первая игра, где появляется одноименный персонаж. Переиздание игры вошло в состав сборника Klonoa Phantasy Reverie Series, вышедшего 8 июля 2022 года.

## Сюжет
История начинается с легенды о Фантомайл, таинственной земле, которая питается снами людей. Никто не может припомнить свой сон, даже если он приснился только что. Однако, однажды мальчику кошачьего вида, проживающему в деревне Гейлбриз со своим дедом, приснился странный сон о том, что мистический воздушный корабль врезался в ближайшую гору, и он мог припомнить каждую деталь этого сна.
И через некоторое время это действительно случилось: корабль врезался в гору, на которой стоял колокол. Клоноа вместе со своим другом, «духом кольца» по имени Хьюпей, решил разведать, что произошло. После сражения с некоторыми маленькими круглыми созданиями, называемыми Муус, они достигли вершины горы, чтобы увидеть двух странных людей. Один из них был лидер Гадиус, а его компаньоном был зловеще выглядящий клоун по имени Джока, вместе ищущие талисман, обладающий магической силой. Они похитили женщину по имени Лефис. После возвращения в свою деревню Клоноа и Хьюпей решили преследовать их.

## Игровой процесс

Сцена из игры Klonoa: Door to Phantomile.

Klonoa: Door to Phantomile совмещает стандартные элементы платформера с уникальными для того времени дополнениями. По трёхмерным фонам можно перемещаться только в заданном направлении, налево или направо. Игрок может стрелять во врагов с помощью специального оружия «Пуля Ветра», которое является огромным кольцом. Когда такая «Пуля» попадает во врага, он раздувается и переносится в руки Клоноа. С того момента с противником можно проделать множество манипуляций, например, кинуть его в другого врага или использовать его для двойного прыжка, чтобы достичь труднодоступных мест.
Клоноа может бегать, прыгать и решать различные пазлы, чтобы продвигаться по уровням, именуемыми «видениями».

## Разработка
Разработкой Klonoa: Door to Phantomile руководил Хидэо Ёсидзава, для которого это был десятый проект. Игра берёт начало от концепта, разработанного Ёсидзавой. У концепта была серьёзная история, сфокусированная на роботах с мотивом «древних руин». Идея позже была отброшена, и за основу была взята более комичная история. Ёсидзава был недоволен тем, что большинство разработчиков не приоритизировало историю, и хотел создать более кинематографичную игру.

### Ремейк на Wii

Редизайн Клоноа для Wii (слева), и предполагаемый редизайн Клоноа для американской версии игры (справа)

Klonoa: Door to Phantomile была разработана для Wii компанией Paon как полный ремейк оригинальной игры для PlayStation. Разработка игры началась после объединения Namco и Bandai, когда вице-президент Шин Унозава изъявил желание «возродить серию Klonoa». Разработчики в Namco Bandai решили, что ремейк первой игры, как признание её десятилетнего юбилея, будет лучшим решением. Консоль Wii была выбрана для разработки, поскольку Namco Bandai решило, что у консоли достаточно широкая аудитория, которая совпадает с предпосылками оригинальной игры, как то привлекательность и для молодых игроков, и для взрослых.
Игра была спродюсирована Хидэо Ёсидзавой, который также работал и над оригинальной игрой. Основные фигуры оригинальной команды, такие как главный планировщик Цуёси Кобаяси, визуальный директор Ёсихико Араи, и звукорежиссёр Канако Какино также работали над ремейком, желая превзойти стандарты первой игры. В ремейке была значительно улучшена графика, переработаны персонажи, обновлён геймплей и пересняты кат-сцены, используя сэл-шейдинг. Озвучивание оригинальной игры проводилось на вымышленном языке, уникальном для каждого персонажа; однако в ремейке они были переозвучены на японском языке, при этом была сделана возможность выбора — вымышленный, названный «фантомайл», или японский. Среди актёров озвучивания были Кумико Ватанабэ, которая озвучила Клоноа; Бин Симада как Джока; Акэми Канда как Хьюпей и Юко Минагути как Лефис. По словам Йошизавы, было сделано множество мелких дополнений геймплея, чтобы сделать его «намного более интуитивным и лёгким для управления». Среди них были настройка скорости бега главного героя, расстояния его выстрела и изменения радиуса удара противников. Также в игру были добавлены разблокируемые награды, такие как дополнительные костюмы для главного героя и отзеркаленные уровни, разработанные для «хардкорных фанатов».
Namco Bandai предполагало сделать редизайн Клоноа для североамериканской версии игры, и опросило аудиторию по поводу качества потенциального редизайна. Появление редизайна было встречено критиками холодно: они сочли редизайн «депрессивным», и сравнили его с Пучи из «Шоу Щекотки и Царапки», который символизировал неоправданное добавление персонажа в шоу и концепт прыжка через акулу. Из-за высокой поддержки изначального дизайна в опросе, Namco Bandai забросило идею редизайна. Название игры, Door to Phantomile, также было опущено для североамериканского и европейского релизов, и игра была выпущена под простым названием Klonoa.

## Оценки
| Сводный рейтинг       | Сводный рейтинг | Сводный рейтинг |
| Издание               | Оценка          | Оценка          |
| Издание               | PS              | Wii             |
| --------------------- | --------------- | --------------- |
| GameRankings          | 87,11 %         | 81,12 %         |
| Иноязычные издания    |                 |                 |
| Издание               | Оценка          | Оценка          |
| Издание               | PS              | Wii             |
| 1UP.com               | A+              |                 |
| EGM                   | 9 из 10         |                 |
| Famitsu               |                 | 36 из 40        |
| GameSpot              | 9,2 из 10       |                 |
| IGN                   | 8 из 10         |                 |
| Русскоязычные издания |                 |                 |
| Издание               | Оценка          | Оценка          |
| Издание               | PS              | Wii             |
| «Страна игр»          | 5 из 10         | 6 из 10         |
| VideoИгры             | 91 %            |                 |

Рон Дулин из GameSpot дал Door to Phantomile рейтинг 9.2/10 и награду «Выбор редактора». Он подверг критике проблемы с перспективой, когда у него возникли проблемы с определением расстояния до движущихся платформ. Дулин поощрил игровой дизайн уровней и противников, и отметил, что музыка подходит к игре, но «иногда раздражает». Его «единственная предвидимая проблема» — это сюрреалистичность художественного дизайна игры. Также он заявил, что есть «только две настоящие проблемы» — игра «чересчур милая», и «немного короткая» — и закончил, назвав игру «одним из лучших сайд-скроллеров». Обозреватель из IGN также дал Door to Phantomile награду «Выбор редактора» и рейтинг 8/10. Обозреватель подверг критике малое количество уровней в игре, а также чрезмерную сложность боссов. IGN в выводе назвал игру «возможно, самым лучшим платформером на рынке».
Четыре обозревателя в Electronic Gaming Monthly единогласно дали игре рейтинг 9/10 и награду «EGM Gold». Графика и звук игры были оценены по 9/10, а новизна и реиграбельность по 8/10. Обозреватели похвалили игру, назвав её «фантастической» и «шедевральным платформером». Один из критиков раскритиковал перспективу камеры, заявив, что она иногда загораживает обзор, а другой раскритиковал недостаточную сложность. Рецензенты пришли к выводу, что лучшая особенность игры заключается в «олдскульном стиле игры», а худшая в том, что «её детское ощущение может отпугнуть игроков». Журнал Страна игр дважды обозрел игру, в 1998 году дав версии для Playstation 5 баллов из 10, и позже, в 2009 году, 6 баллов из 10 версии для Wii. Рецензент отметил, что, по его мнению, лучше всего было «вообще не эксгумировать такую игру, а вместо этого перезапустить сериал с нуля».
Клоноа получил награду «лучший персонаж» на Tokyo Game Show в 1998 году. Редакторы PSM, независимого журнала про PlayStation, поставили Door to Phantomile на 19 место среди лучших игр для PlayStation в 1998 году.

### Ремейк для Wii
Ремейк Klonoa: Door to Phantomile был воспринят критиками положительно, однако оценки геймплея оказались смешанными. Журнал Weekly Famitsu счёл, что игра была приятной, но подверг критике её недостаток новизны. Веб-сайт GameSpot также счёл, что игра доставляет удовольствие, но отметил её линейность и лёгкость. Видеоблог Kotaku раскритиковал простоту игры, назвав её «довольно типичным платформером», но похвалил геймплей за количество возможностей, которые он мог предоставить.

## Полнометражный мультфильм
27 октября 2016 года компанией Henshin, Inc. объявила, что планировала экранизировать серию игр про Клоноа в виде полнометражного мультфильма. Однако, в 2019 году проект отменили по неизвестной причине.